# العيرة (المقاطرة)

تعديل مصدري - تعديل

العيرة هي إحدى قرى عزلة السود بمديرية المقاطرة التابعة لمحافظة لحج، بلغ تعداد سكانها 149 نسمة حسب تعداد اليمن لعام 2004.